# Ma’oz Awiw
Ma’oz Awiw (hebr. מעוז אביב; Twierdza Wiosny) – osiedle mieszkaniowe w Tel Awiwie, znajdujące się na terenie Dzielnicy Drugiej.

## Położenie
Osiedle leży na nadmorskiej równinie Szaron. Jest położone w północno-wschodniej części aglomeracji miejskiej Tel Awiwu, na północ od rzeki Jarkon. Południową granicę osiedla stanowi skrzyżowanie ulic Bnei Ephraim i Refidim, za którym znajduje się wiadukt nad torami kolejowymi i dalej Park ha-Jarkon. Wschodnią granicę osiedla wyznaczają ulice Bnei Ephraim i HaRav Mark, za którymi znajduje się osiedle Hadar Josef. Na północy za ulicą Mivtsa Kadesh znajduje się osiedle Tel Baruch. Wzdłuż zachodniej granicy osiedla przebiega autostrada Ayalon, za którą znajduje się Kampus Uniwersytetu Telawiwskiego.

## Historia
Osiedle powstało w 1954, jako osiedle mieszkaniowe dla wojskowych oraz pracowników izraelskich sił bezpieczeństwa. Z czasem osiedle rozbudowało się w kierunku wschodnim, gdzie po drugiej stronie ulicy Bnei Ephraim powstało mniejsze osiedle Ma’oz Awiw B.

## Architektura
Zabudowa osiedla składa się z budynków wielorodzinnych wzniesionych z „wielkiej płyty”. W większości są to podłużne bloki 4-piętrowe, tylko jeden budynek jest wieżowcem o 12-piętrach. Całość osiedla jest dobrze zagospodarowana i pomiędzy budynkami jest bardzo duża ilość zieleni.

## Edukacja
W osiedlu znajduje się szkoła podstawowa Magen oraz szkoła Venezuela.

## Religia
Przy ulicy Ha-Rav Mark jest synagoga.

## Gospodarka
W centrum osiedla znajduje się centrum handlowe z kawiarnią. Przy centrum jest urząd pocztowy.

## Transport
Wzdłuż zachodniej granicy osiedla przebiega autostrada nr 20  (Ayalon Highway). Można do niej dojechać jadąc ulicą Bnei Ephraim, a następnie ulicą Rokah w kierunku południowo-zachodnim. Natomiast jadąc ulicą Bnei Ephraim na północ, dojeżdża się do skrzyżowania z ulicą Keren Kayemet Le'Israel, którą jadąc na zachód dojedzie się do autostrady nr 20, lub jadąc na wschód do drogi nr 482  (Tel Awiw-Herclijja).